# Сельское поселение Колывань
Сельское поселение Колывань — муниципальное образование в Красноармейском районе Самарской области.
Административный центр — село Колывань.

## Административное устройство
В состав сельского поселения Колывань входят:
- село Вязовый Гай,
- село Дергачи,
- село Каменный Брод,
- село Колывань,
- деревня Новая Деревня.